# Zarębek

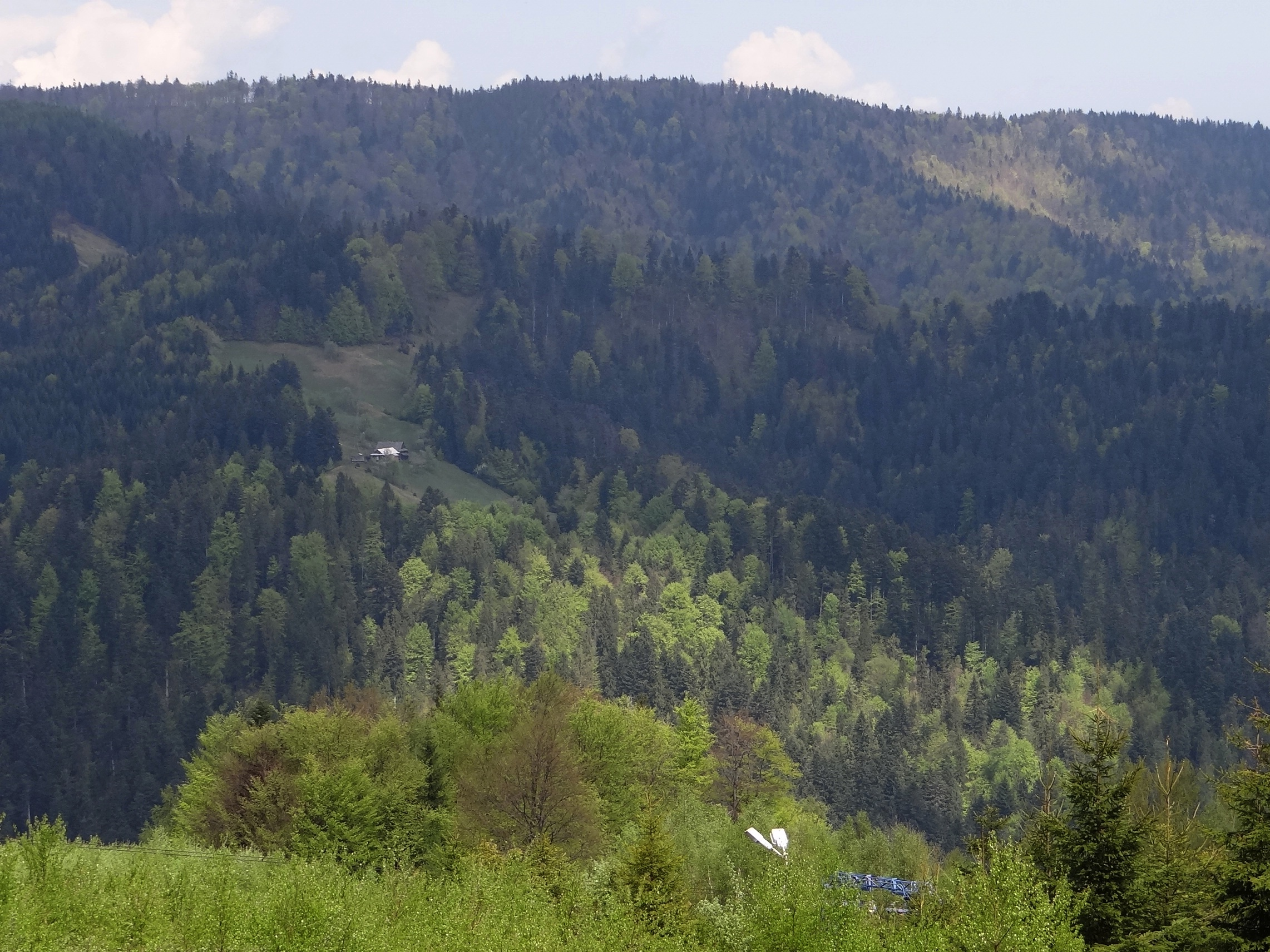
Zarębek Czerteż w Piwnicznej-Zdroju

Zarębek – dawna jednostka osadnicza powstająca w lesie, z dala od już zabudowanych terenów. Zarębki stanowiły po prostu polanę otrzymaną najczęściej przez wyrąb, czasami przez cyrhlenie, na której budowano domy i uprawiano pole. Z czasem, w wyniku rozrastania się, niektóre z zarębków połączyły się z resztą wsi, czasami jednak ukształtowanie terenu to uniemożliwiało i nadal istnieją zarębki znajdujące się na polanach, z dala od zabudowanych terenów.
Powstawanie zarębków było szczególnie charakterystyczne dla osadnictwa w Karpatach. Nazwy zarębek zachowały się tutaj licznie w nazwach przysiółków wielu miejscowości. Wiele oddalonych od wsi i położonych wysoko w górach zarębków znajduje się np. w miejscowościach Piwniczna-Zdrój czy Zawoja. W Łopusznej znajdują się trzy Zarębki: Wyżni, Średni, Niżni